# Arabis bryoides
Espèce
Classification phylogénétique
Arabis bryoides est une espèce de plantes à fleurs de la famille des Brassicaceae. C'est un plante en coussin des Balkans, de 2 à 6 cm de haut. Elle vit sur des étendues rocheuses et des éboulis calcaires.